# ماريو فيرجينيو أورتيز
ماريو فيرجينيو أورتيز (بالإسبانية: Mario Ortiz)‏ (4 يونيو 1983 في المكسيك - ) هو لاعب كرة قدم مكسيكي في مركز الهجوم. لعب مع أتلانتي إف سي وكروز آزول ونادي بويبلا ونادي تشياباس ونادي تيكوس ونادي سان لويس وCoras FC ‏ ونادي خواريز ونادي كيريتارو.

## وصلات خارجية
- ماريو فيرجينيو أورتيز على موقع قاعدة بيانات كرة القدم.إي يو (الإنجليزية)
- ماريو فيرجينيو أورتيز على موقع Soccerway.com (الإنجليزية)